# Wereldbeker schaatsen 2010/2011 - Ploegenachtervolging vrouwen
De Ploegenachtervolging voor vrouwen tijdens de wereldbeker schaatsen 2010/2011 begon op 21 november 2010 in Berlijn en eindigde op 30 januari 2011 in Moskou. Titelverdediger was de Canadese ploeg; de Nederlandse vrouwen namen de beker over.
Deze wereldbekercompetitie was tevens het kwalificatietoernooi voor de WK afstanden 2011.

## Eindpodium 2009/2010
| Medaille | Land      | Naam |
| -------- | --------- | ---- |
| Goud:    | Canada    | 430  |
| Zilver:  | Rusland   | 320  |
| Brons:   | Duitsland | 310  |

## Podia
| Wedstrijd: | Goud:                                                     | Tijd    | Zilver:                                                         | Tijd    | Brons:                                                  | Tijd    |
| Berlijn    | Duitsland Jennifer Bay Stephanie Beckert Isabell Ost      | 3.04,91 | Nederland Marije Joling Jorien Voorhuis Ireen Wüst              | 3.05,50 | Noorwegen Hege Bøkko Mari Hemmer Ida Njåtun             | 3.06,67 |
| Hamar      | Canada Cindy Klassen Christine Nesbitt Brittany Schussler | 3.00,90 | Rusland Jekaterina Lobysjeva Jekaterina Sjichova Joelia Skokova | 3.03,90 | Nederland Marije Joling Marrit Leenstra Jorien Voorhuis | 3.04,62 |
| Moskou     | Nederland Marrit Leenstra Diane Valkenburg Ireen Wüst     | 3.01,13 | Noorwegen Hege Bøkko Mari Hemmer Ida Njåtun                     | 3.03,02 | Duitsland Jennifer Bay Stephanie Beckert Isabell Ost    | 3.04,11 |

## Eindstand
| #      | Land             | Schaatssters                                                       | BER | HAM | MOS | Totaal |
| ------ | ---------------- | ------------------------------------------------------------------ | --- | --- | --- | ------ |
| Goud   | Nederland        | Joling, Leenstra, Valkenburg, Voorhuis, Wüst                       | 80  | 70  | 150 | 300    |
| Zilver | Duitsland        | Bay, Beckert, Mattscherodt, Ost                                    | 100 | 45  | 105 | 250    |
| Brons  | Noorwegen        | Bøkko, Hemmer, Njåtun                                              | 70  | 60  | 120 | 250    |
| 4      | Rusland          | Lobysjeva, Sjichova, Skokova                                       | 50  | 80  | 90  | 220    |
| 5      | Canada           | Blondin, Groves, Klassen, Nesbitt, Lay, Schussler                  | 0   | 100 | 75  | 175    |
| 6      | Polen            | Czerwonka, Domańska-Ksyt, Woźniak, Złotkowska                      | 40  | 50  | 45  | 135    |
| 7      | Japan            | Fujimura, Hozumi, Ishino, Ishizawa, Kado, Kikuchi, Kodaira, Takagi | 32  | 40  | 40  | 112    |
| 8      | Verenigde Staten | Bradford, Richardson, Rookard                                      | 36  | —   | 36  | 72     |
| 9      | Zuid-Korea       | Lee, Noh, Park                                                     | 60  | —   | —   | 60     |
| 10     | China            | Fu, Ji, Wang                                                       | 45  | —   | —   | 45     |

2004/2005 · 
2005/2006 · 
2006/2007 · 
2007/2008 · 
2008/2009 · 
2009/2010 · 
2010/2011 · 
2011/2012 · 
2012/2013 · 
2013/2014 · 
2014/2015 · 
2015/2016 · 
2016/2017 · 
2017/2018 · 
2018/2019 · 
2019/2020 · 
2020/2021 · 
2021/2022 · 
2022/2023 · 
2023/2024 · 
2024/2025